# Jean-Baptiste Cacault
Jean-Baptiste Cacault (Surgères, 6 gennaio 1769 – Torgau, 30 settembre 1813) è stato un generale francese, fu generale di brigata (1809), barone dell'Impero (1810), comandante dell'Île d'Aix (1812). Ferito a un braccio, morì durante l'operazione di amputazione.

## Biografia
Figlio del diplomatico e collezionista d'arte François Cacault (1743–1805), Jean-Baptiste Cacault si arruolò come soldato all'età di 15 anni, il 22 aprile 1784, nel 58º reggimento di Fanteria di Rouergue; promosso caporale il 1º maggio 1786 e sergente il 9 agosto 1788, prese parte alla spedizione in Martinica nel 1790-1791 contro i proprietari delle piantagioni che cercavano di creare uno stato autonomo dalla Francia su basi oligarchiche, si erano ribellati alla Repubblica francese e avevano occupato Saint-Pierre.
Ha partecipato a numerose campagne napoleoniche in Europa, comportandosi valorosamente soprattutto nella presa di Thuin ottenendo sul campo la promozione a «Chef de brigade» (capo di brigata), un grado equivalente, nell'esercito repubblicano francese, a quello di colonnello. Ha combattuto successivamente in Italia, distinguendosi nell'assedio di Finale Ligure, in Spagna, in Polonia. Il 25 pratile dell'anno XII (1804) Napoleone lo nominò ufficiale della legion d'onore. Successivamente, dopo le campagne in Prussia e Polonia, fu congedato il 9 febbraio 1808.
Richiamato l'anno successivo, si unì alla Grande Armée in Austria nel marzo 1809. Prese parte alla battaglia di Wagram (5-6 luglio 1809); il successivo 14 agosto fu nominato generale di brigata e il 15 agosto 1810 Barone dell'Impero. Il 2 luglio 1811 fu messo a riposo a seguito a una falsa accusa; fu tuttavia lo stesso imperatore, in base a una relazione del ministro della guerra del 5 febbraio 1812, ad approvato il suo richiamo in servizio e a nominarlo comandante superiore dell'Île d'Aix (22 febbraio) e successivamente comandante del dipartimento d'Ille-et-Vilaine (29 luglio 1812).
Nel marzo 1813 fu messo alla testa nella prima divisione del secondo corpo di osservazione dell'Armata del Reno; successivamente, nel corso della campagna in Sassonia (1813), fu trasferito alla XX divisione di fanteria del VI Corpo d'armata e alla XIII divisione del dodicesimo corpo d'armata. Ferito al braccio destro Jüterbog il 6 settembre, e amputato il giorno stesso a Torgau, morì il 30 settembre per complicanze dell'intervento di amputazione.
Il suo è uno dei nomi incisi sotto l'Arco di Trionfo di Parigi.